# Взвешивание душ
«Взвешивание душ» — трагедия древнегреческого драматурга Эсхила (первая половина V века до н. э.), часть цикла, посвящённого Троянской войне. Её текст полностью утрачен.
В пьесе рассказывается о том, как Ахилл решает вступить в бой с царём эфиопов Мемноном, чтобы отомстить за своего друга Антилоха. Матери героев, Фетида и Эос, умоляют Зевса пощадить их сыновей; верховный бог взвешивает жребии Ахилла и Мемнона, и таким образом понимает, что погибнуть должен последний. Текст трагедии утрачен полностью, но предположительно к «Взвешиванию душ» может относиться строка «Ужели здесь предстанет эфиопянка?».